# 에렌 크루거
에렌 크루거(일본어: エレン・クルーガー 에렌 크루가[*], 영어: Eren Kruger)는 진격의 거인 등장 인물이다. 엘디아 복권파의 올빼미이다. 에렌 크루거는 진격의 거인을 그리샤 예거에게 계승하고 그리샤 예거는 에렌 예거에게 계승했다. 에렌 크루거는 그리샤 예거의 동생 페이 예거를 잔인하게 살해하였고, 그래서 에렌 크루거는 이렇게 말했다 '우리가 저지른 죄만큼 나아가야 한다.'